# Lupus et agnus

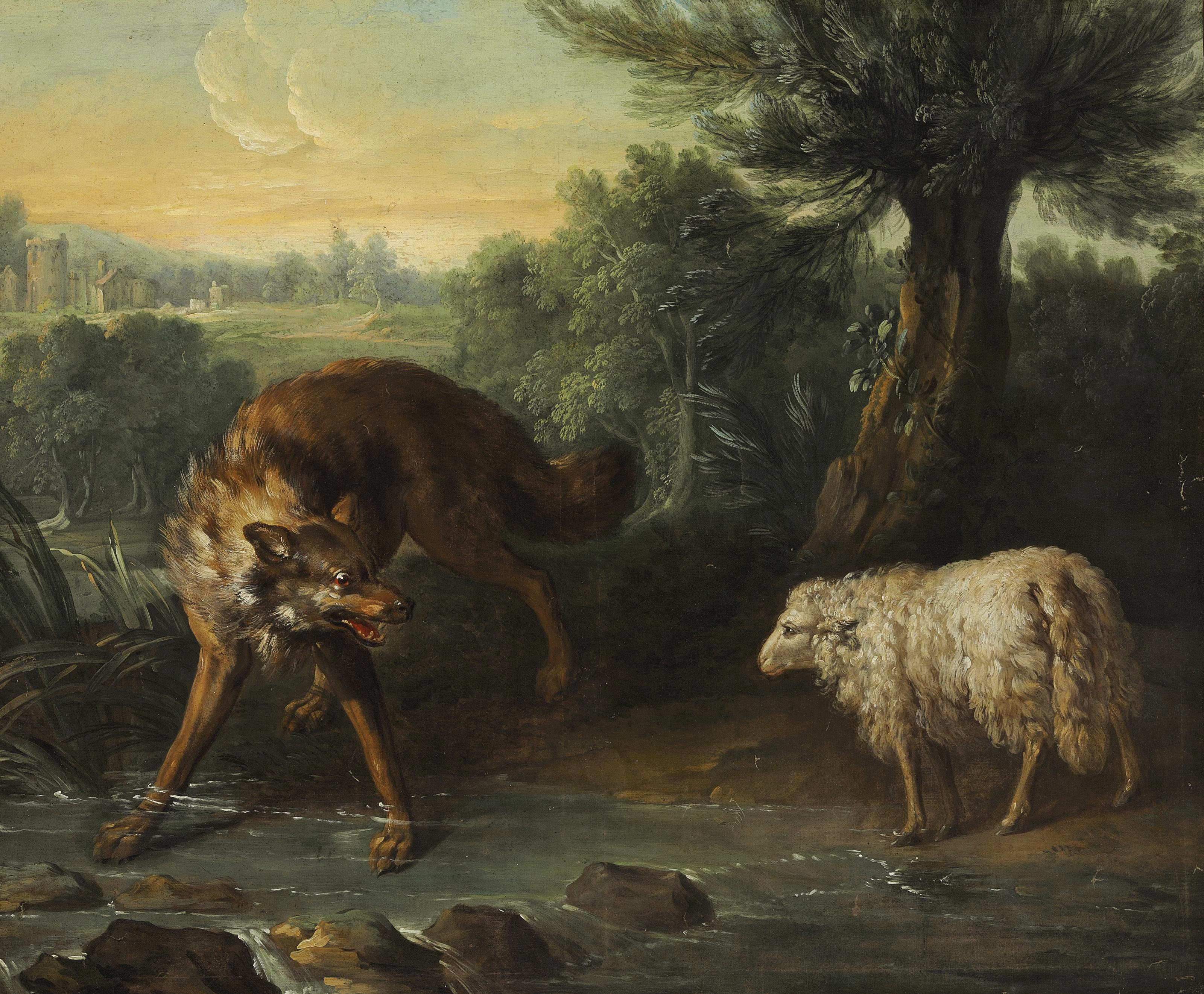
Jean-Baptiste Oudry - Le loup et l'agneau

Lupus et agnus (Latijn voor De wolf en het lam; Grieks Λύκος καὶ ἀρνίον) is de eerste van Phaedrus' fabels. Het gaat over onrechten gepleegd door de machtigen tegen de zwakken. De versie van Phaedrus gaat als volgt:
Ad rivum eundem lupus et agnus venerant

Siti compulsi; superior stabat lupus

Longeque inferior agnus. Tunc fauce improba

Latro incitatus iurgii causam intulit.

"Cur" inquit "turbulentam fecisti mihi

Aquam bibenti?" Laniger contra timens:

"Qui possum, quaeso, facere, quod quereris, lupe?

A te decurrit ad meos haustus liquor".

Repulsus ille veritatis viribus:

"Ante hos sex menses male, ait, dixisti mihi".

Respondit agnus: "Equidem natus non eram".

"Pater hercle tuus, ille inquit, male dixit mihi".

Atque ita correptum lacerat iniusta nece.

Haec propter illos scripta est homines fabula,

Qui fictis causis innocentes opprimunt.